# سعيد بن المنذر القرشي
سعيد بن المنذر القرشي والمعروف بلقب ابن السليم هو أحد القادة العسكريين للخليفة عبد الرحمن الناصر لدين الله. ولاّه الناصر إشبيلية في بداية عصره، ثم ولاه في عام 309 هـ الوزارة وولاية وادي الحجارة، كما ولاّه مدينة ببشتر عام 315 هـ، بعد أن انتزعها من يد حفص بن عمر بن حفصون. وينتهي نسب ابن السليم إلى الخليفة الأموي هشام بن عبد الملك فهو سعيد بن المنذر بن معاوية بن أبان بن يحيى بن عبيد الله بن أبان بن معاوية بن هشام بن عبد الملك.